# Japan Media Arts Festival
Le Japan Media Arts Festival (文化庁メディア芸術祭, Bunkachō media geijutsusai, littéralement « festival d'arts média de l'Agence pour les Affaires Culturelles ») est un festival annuel tenu par l'Agence pour les Affaires culturelles du Japon et l'association CG-Arts (CG-ARTS協会, CG-ARTS Kyōkai) depuis 1997.
Durant le festival, des récompenses sont décernées dans quatre catégories :
- art : les arts numériques non-interactifs,
- divertissement : jeux vidéo et sites web,
- animation,
- manga.

Dans chaque catégorie sont offerts un grand prix, quatre prix d'excellence et un prix d'encouragement depuis 2002.

## Catégorie Animation
| Année | Grand Prix                                                                          | Prix d'excellence | Prix d’encouragement | Prix de l'impact social                  |
| ----- | ----------------------------------------------------------------------------------- | --- | --- | ---------------------------------------- |
| 1997  | Princesse Mononoké                                                                  | - Mini Cartoon ~Knyacki~ - Donguri's House - The Bugs - Neon Genesis Evangelion | n/a | n/a                                      |
| 1998  | Glassy Ocean                                                                        | - Kaidohryoku REAL - Serial Experiments Lain - Believe in It - Doraemon: Nobita's South Sea Adventure                                                                              | n/a | n/a                                      |
| 1999  | Le Vieil Homme et la Mer                                                            | - Ojarumaru 2 - Mother - TYO Story - Mes voisins les Yamada | n/a | n/a                                      |
| 2000  | Blood: The Last Vampire                                                             | - Luz - L'Arbre au soleil - TarePanda - S.O.S | n/a | n/a                                      |
| 2001  | Le Voyage de Chihiro et Millennium Actress (égalité)                                | - Nostalgia - Cat Soup | n/a | n/a                                      |
| 2002  | Crayon Shin-chan: Arashi o Yobu Appare! Sengoku Dai Kassen                          | - Mt. Head de Kōji Yamamura - Abenobashi Magical Shopping Street - Ghost in the Shell: Stand Alone Complex - Le Royaume des chats                                                  | The Evening Traveling | n/a                                      |
| 2003  | Jours d'hiver                                                                       | - Tokyo Godfathers - Mr. Stain on Junk Alley - Le Petit Chat curieux - Visions of Frank                                                                                            | Hoshi no Ko | n/a                                      |
| 2004  | Mind Game                                                                           | - Le Château ambulant - Grrl Power! - ACIDMAN short film "SAI (Part 1)/Mawaru, Meguru, Sono Kaku e" - Birthday Boy                                                                 | DREAM | n/a                                      |
| 2005  | Flow                                                                                | - The Book of the Dead - Kamichu! - flowery - The Old Crocodile de Kōji Yamamura                                                                                                   | seasons | n/a                                      |
| 2006  | La Traversée du temps                                                               | - Bloomed Words - A Country Between the World - My Love - PIKA PIKA | La grua y la jirafa de Vladimir Bellini | n/a                                      |
| 2007  | Un été avec Coo                                                                     | - Ukkari Pénélope - GURREN LAGANN - Dennō Coil - Franz Kafka's A Country Doctor - Umimachi Diary de Akimi Yoshida                                                                  | ushi-nichi | n/a                                      |
| 2008  | La Maison en petits cubes                                                           | - Kaiba - Dreams - KUDAN - A Child's Metaphysics de Kōji Yamamura | ALGOL | n/a                                      |
| 2009  | Summer Wars                                                                         | - In the Attic de Jiří Barta - Tokyo Magnitude 8.0 - The Cable Car - ELEMI' | ANIMAL DANCE | n/a                                      |
| 2010  | The Tatami Galaxy                                                                   | - Colorful - Mai Mai Miracle - Fumiko's Confession - In a pig's eye | The Wonder Hospital | n/a                                      |
| 2011  | Puella Magi Madoka Magica                                                           | - Legend of the Millennium Dragon - Momo e no Tegami - Muybridge's Strings de Kōji Yamamura - Folksongs & Ballads                                                                  | Rabenjunge | n/a                                      |
| 2012  | Combustible                                                                         | - Asura - Les Enfants loups, Ame et Yuki - The Great Rabbit - The Life of Budori Gusuko                                                                                            | Lupin III : Une femme nommée Fujiko Mine | n/a                                      |
| 2013  | Couleur de peau : miel                                                              | - The Eccentric Family - Golden Time - Patema Inverted - Evangelion: 3.33 You Can (Not) Redo.                                                                                      | - YOKOSOBOKUDESU Selection - Airy Me - While the Crow Weeps | n/a                                      |
| 2014  | The Wound                                                                           | - Crayon Shin-chan: Serious Battle! Robot Dad Strikes Back - L'Île de Giovanni - Padre - The Sense of Touch                                                                        | - YOKOSOBOKUDESU Selection - Airy Me - While the Crow Weeps | n/a                                      |
| 2015  | Rhizome                                                                             | - The Case of Hana & Alice - Yùl and the Snake - My Home - Isand (The Master) | - Deux amis - Chulyen, a Crow’s tale - Typhoon Noruda | n/a                                      |
| 2017  | Your Name.                                                                          | - A Silent voice - Le Garçon et le Monde - A Love Story, Anushka Kishani Nanayakkara - Among the black waves, Anna Budanova                                                        | - Moom, Daisuke Tsutsumi / Robert Kondo - Have Dreamed Of You So Much, Emma Vakarelova - Rebellious, Arturo ‶Vonno" Ambriz / Roy Ambriz                                   | n/a                                      |
| 2018  | Dans un recoin de ce monde, Sunao Katabuchi Lou et l'Île aux sirènes, Masaaki Yuasa | - Harmonia feat. Makoto, Otani Tarafu - Cocolors, Yokoshima Toshihisa - Negative Space, Kuwahata Ru / Max Porter                                                                   | - The Great Passage, Kuroyanagi Toshimasa - The First Thunder, Anastasia Melikhova - Yin, Nicolas Fong                                                                    | n/a                                      |
| 2019  | La Chute, Boris Labbé                                                               | - La Jeune Fille sans mains, Sebastien Laudenbach - Pilote Dragon : Hisone et Masotan, Shinji Higuchi - Penguin Highway, Hiroyasu Ishida - Okko's Inn, Kitaro Kosaka               | - Héros modestes, Akihiko Yamashita - Am I a Wolf?, Amir Houshang Moein - The Little Ship, Anastasia Makhlina                                                             | n/a                                      |
| 2020  | Les Enfants de la mer, Watanabe Ayumu                                               | - A Japanese Boy Who Draws, Kawajiri Masanao - Gon le renard, Yashiro Takeshi - Tout en haut du monde, Remi Chayé - Nettle Head, Paul E. Cabon                                     | - Wandering Mouse, Tsukiji Nohara - Daughter, Daria Kascheeva - Elephant in the Bath House, Cheng Jialin                                                                  | Les Enfants du Temps, Makoto Shinkai     |
| 2021  | Keep Your Hands Off Eizouken!, Yuasa Masaaki                                        | - Violet Evergarden, Ishidate Taichi - Loin de moi, près de toi, Sato Junichi, Shibayama Tomotaka - L'Extraordinaire Voyage de Marona, Anca Damian - Grey to Green, Marcos Sánchez | - The Man on the Shore, Osaza Daisuke, Morishige Hikaru - The Mark of Emi, Furukawahara Momoka - À la mer poussière, Héloïse Ferlay                                       | Haze Haseru Haterumade, Waboku           |
| 2022  | The Fourth Wall, Mahboobeh Kalaee                                                   | - Pléthore de nords, Kōji Yamamura - La chance sourit à madame Nikuko, Watanabe Ayumu, Sanma Akashiya - Letter to a Pig, Tal Kantor - Sonny Boy, Shingo Natsume                    | - Odd Taxi, Kazuya Konomoto, Baku Kinoshita - A Bite of Bone, Honami Yano - Yallah !, Nayla Nassar, Edouard Pitula, Renaud de Saint Albin, Cécile Adant, Anaïs Sassatelli | PUI PUI Rongeurs à moteur, Tomoki Misato |

## Catégorie Manga
| Année | Grand Prix                                                                   | Prix d'excellence | Prix d'encouragement (2002–2010)/Prix New Face (depuis 2011)                                                                                    | Prix de l'impact social                       |
| ----- | ---------------------------------------------------------------------------- | --- | --- | --------------------------------------------- |
| 1997  | The Manga classics of Japan, 32 volumes                                      | - Seirei tsukai erementarā, Takeshi Okazaki - L'Habitant de l'infini, Hiroaki Samura - Azumi, Yū Koyama - Monster, Naoki Urasawa                                                                                              | n/a | n/a                                           |
| 1998  | Sakamoto Ryōma, Hiroshi Kurogane                                             | - Shindō (The Prodigy), Akira Sasō - Daigo, soldat du feu, Masahito Soda - Gon, Masashi Tanaka - Ron, Motoka Murakami | n/a | n/a                                           |
| 1999  | I'm Home, Kei Ishizaka                                                       | - All nude, Shinichi Sugimura - Kokuritsu hakubutsukan monogatari, Jirō Okazaki - Onaji getsu o miteiru, Seiki Tsuchida - Quartier lointain, Jiro Taniguchi                                                                   | n/a | n/a                                           |
| 2000  | Vagabond, Takehiko Inoue                                                     | - Ōdō no ku, Yoshikazu Yasuhiko - Massuguni-ikō, Kira - Paji, Takashi Murakami - Tasogare Ryūseigun, Kenshi Hirokane | n/a | n/a                                           |
| 2001  | F-shiteki nichijō, Yōji Fukuyama                                             | - Real, Takehiko Inoue - Viva, Chef!, JAPUNCH - Le Sommet des dieux, Baku Yumemakura et Jiro Taniguchi - Kurosawa / Blazing movie director: Akira Kurosawa biography, Masahiro Sonomura                                       | n/a | n/a                                           |
| 2002  | Sexy Voice and Robo, Iō Kuroda                                               | - Ōzukami Genji monogatari Maro, n?, Yoshihiro Koizumi - Taishi kakka no ryōrinin, Mitsuru Nishimura (scénario) et Hiroshi Kawasumi - 20th Century Boys, Naoki Urasawa - Say Hello to Black Jack, Shūhō Satō                  | Naze Hakase wa okotte iru no ka, Isao Ikegaya                                                                                                   | n/a                                           |
| 2003  | Kajimunugatai: Kaze ga kataru Okinawa-sen, Susumu Higa                       | - Helter Skelter, Kyōko Okazaki - Tenjin-san, Naomi Kimura - Mushishi, Yuki Urushibara - Baka-kyodai, Tetsu Adachi | Junkissa Nokoribi, Tai Itō | n/a                                           |
| 2004  | Le Pays des cerisiers, Fumiyo Kōno                                           | - Hikari to tomo ni..., Keiko Tobe - Mainichi Kasan, Rieko Saibara - Witches, Daisuke Igarashi - Bande Sculptée: La Planète des Samouraïs, Shin'ichirō Natsusaka                                                              | Shōwa nijūnen no edekami, shi no Hachigatsu jūgojitsu, Watashi no Hachigatsu Jugonichi Association                                              | n/a                                           |
| 2005  | Journal d'une disparition, Hideo Azuma                                       | - Pluto, Naoki Urasawa - Emma, Kaoru Mori - Dragon Zakura, Norifusa Mita - a continuous day, Yuki Sekine | E-Cartoon , Yoshio Nakae | n/a                                           |
| 2006  | Spirit of the Sun, Kaiji Kawaguchi                                           | - Le Pavillon des hommes, Fumi Yoshinaga - Osaka Hamlet, Hiromi Morishita - Hyakkiyakō-shō, Ichiko Ima - Yotsuba & !, Kiyohiko Azuma                                                                                          | Shiritori, Kazuko Chikuhama (scénario) et Kenichi Chikuhama (dessins)                                                                           | n/a                                           |
| 2007  | Mori no Asagao, Mamora Gōda                                                  | - Suzuki Sensei, Kenzi Taketomi - Umimachi Diary, Akimi Yoshida - Le Samouraï bambou, Issei Eifuku (scénario) et Taiyo Matsumoto - Pride, Yukari Ichijō                                                                       | Tenken-sai, Yumiko Shirai | n/a                                           |
| 2008  | Piano Forest, Makoto Isshiki                                                 | - Real Clothes, Satoru Makimura - Shiori et Shimiko, Daijiro Morohoshi - Maestro, Akira Saso - Munakata Kyouju Ikouroku, Yukinobu Hoshino                                                                                     | Cartoon 2008, Masafumi Kikuchi | n/a                                           |
| 2009  | Vinland Saga, Makoto Yukimura                                                | - Imuri, Ranjyo Miyake - Les Enfants de la mer, Daisuke Igarashi - Konosekai no katasumi ni, Fumiyo Kouno - Hyōge mono, Yoshihiro Yamada                                                                                      | Hesheit Aqua, Wisut Ponnimit | n/a                                           |
| 2010  | Historiē, Hitoshi Iwaaki                                                     | - KO KO NO HITO, Shin'ichi Sakamoto - Fuuunji tachi bakumatsuhen, Tarou Minamoto - Bokurano, notre enjeu, Mohiro Kitoh - RED, Naoki Yamamoto                                                                                  | Uchino Tsumatte Doudeshou?, Shigeyuki Fukumitsu                                                                                                 | n/a                                           |
| 2011  | La Cité Saturne, Hisae Iwaoka                                                | - Ano Hi Kara no Manga, Kotobuki Shiriagari - Arrugas, Paco Roca - Himitsu - Top Secret, Reiko Shimizu - Fun Home, Alison Bechdel                                                                                             | Nakayoshi-dan no Bōken, Tsuchika Nishimura | n/a                                           |
| 2012  | Les Cités obscures, François Schuiten et Benoît Peeters                      | - Muchacho, Emmanuel Lepage - Gaku: Minna no Yama, Ishizuka Shinichi - Mashiro no Oto, Marimo Ragawa - Gunslinger Girl, Aida Yu                                                                                               | Our "Eruption" Festival, Shinzo Keigo | n/a                                           |
| 2013  | JoJolion, Hirohiko Araki                                                     | - Shōwa Genroku rakugo shinjū, Haruko Kumota - Soredemo Machi wa Mawatteiru, Masakazu Ishiguro - Chiisakobee, Minetaro Mochizuki, Shūgorō Yamamoto - Terrarium in Drawer, Ryoko Kui                                           | - Alice to Zōroku, Tetsuya Imai - Le Goût du Chlore, Bastien Vivès - Natsuyasumi no Machi, You Machida                                          | n/a                                           |
| 2014  | Goshiki no fune, Yōko Kondō (dessin) et Yasumi Tsuhara (histoire originelle) | - Aoi honō, Kazuhiko Shimamoto - Une vie chinoise, Li Kunwu et Philippe Ôtié - Harukaze no sunegurachika, Hiroaki Samura - Hitsuji no ki, Mikio Igarashi, Tatsuhiko Yamagami                                                  | - Ai o kurae!!, Renaissance Yoshida - Chi-chan wa chotto tarinai, Tomomi Abe - Dobugawa, Aoi Ikebe                                              | n/a                                           |
| 2015  | Trait pour trait: dessine et tais-toi !, Akiko Higashimura                   | - Awajima hyakkei, Takako Shimura - Le Mari de mon frère, Gengoroh Tagame - Kikai jikake no ai, Yoshiie Goda - Non-Working City, Tingfung Ho                                                                                  | - Esoragoto, Nerunodaisuki - Tamashii ippai, Yuka Okuyama - Machida-kun no sekai, Yuki Ando                                                     | n/a                                           |
| 2017  | Blue Giant, Shin'ichi Ishizuka                                               | - Soumubu Soumuka Yamaguchi Roppeita, Kenichirō Takai / auteur original : Norio Hayashi - Incomplete Life, Yoon Tae-ho / Translation: Ayako Furukawa / Kim Seung-bok - Yuugai Toshi, Tetsuya Tsutsui - Sunny, Taiyō Matsumoto | - Oten no Mon, Yak Haibara - Tsuki ni Hoeran nee, Yukiko Seike - Jasmin, Yui Hata                                                               | n/a                                           |
| 2018  | Nee mama (My Dear, Mom), Ikebe Aoi                                           | - Ulna at the Emplacement, Izu Toru - La Lanterne de Nyx, Kan Takahama - Yorunome wa sendegozaimasu (The Night Has a Thousand Eyes), Ueno Kentaro - AI no idenshi (Gene of AI), Yamada Kyuri                                  | - AMAGI Yuiko no tsuno to ai (A Horn and Love of AMAGI Yuiko), Kuno Yoko - BAKU-CHAN, Masumura Jushichi - Beastars, Paru Itagaki                | n/a                                           |
| 2019  | Origin, Boichi                                                               | - Space Battleship Tiramisu, Satoshi Miyakawa, Kei Ito - Nagi's Long Vacation, Misato Konari - Momo & Manji, Sawa Sakura - To dusk, Nazuna Saito                                                                              | - Kiiroi Enban (Yellow Disk), Tenshin Kijima - The Invisible Difference, Mademoiselle Caroline, Julie Dachez - BL Métamorphose, Kaori Tsurutani | n/a                                           |
| 2020  | A Brief History of Robo sapiens, Toranosuke Shimada                          | - To Die Tomorrow, Sumako Kari - Double, Ayako Noda - Memoirs of Amarous Gentlemen, Moyoco Anno - L'Arabe du futur - Une jeunesse au Moyen-Orient (1978-1984) (T.4), Riad Sattouf                                             | - If You Become an Adult, Atsushi Ito - Hana to Hoho, Kei Itoi - Captived by you, Yama Wayama                                                   | Ushijima, l'usurier de l'ombre, Shōhei Manabe |
| 2021  | March Comes in like a Lion, Chica Umino                                      | - Innocent Rouge, Shin'ichi Sakamoto - Kashikokute Yukiaru Kodomo, Miki Yamamoto - Hitori de Shintai, Kaoru Curryzawa - Hei no naka no Biyoshitsu, Marco Kohinata and Mina Sakurai                                            | - Swingin' Dragon Tiger Boogie, Koukou Haida - Soratobu Kujira, Suzuhiro Suzuki - My Broken Mariko, Waka Hirako                                 | Golden Kamui, Satoru Noda                     |
| 2022  | Golden Raspberry, Aki Mochida                                                | - Darwin's Incident, Shun Umezawa - Dead Dead Demon's Dededededestruction, Inio Asano - Hokkyoku Hyakkaten no Concierge-san, Tsuchika Nishimura - The Best We Could Do, Thi Bui                                               | - Kitsune to Tanuki to Iinazuke, Seiichi Tokiwa - Korogaru Kyōdai, Tsubumi Mori - Lost Lad London, Shinya Shima                                 | Hoshi dans le jardin des filles, Yama Wayama  |